# Bovalar
Un bovalar, boalar o boveral és un tros de terra tancat reservat per al bestiar de llaurar i per als dels carnissers. Als pobles medievals, eren un bé comú que junts amb les deveses, en l'organització territorial servien per a garantir l'abastament per a tothom i protegir contra la sobreexplotació. De vegades s'utilitza com sinònim de devesa o vedat.
Es troba en topònims com jaciment arqueològic El Bovalar, Bovalar de Sant Jordi, el Bovalar (Onda) i molts altres.